# Відьмине зілля низьке
Відьмине зілля низьке або цирцея альпійська (Circaea alpina) — вид трав'янистих рослин родини онагрові (Onagraceae), поширений у Євразії. Мав етноботанічне значення як магічна рослина. Використовувалася переважно як психотропний афродизіак.

## Опис
Багаторічна рослина 5–25(50) см заввишки. Плід 1-гніздовий. Пелюстки коротші чашолистків, 1.2–1.5(2) мм довжиною, білі або блідо-рожеві, 2-лопатеві. Рильце головчасте, на верхівці з неглибокою виїмкою. Квітки з дрібними шилоподібними приквітками. Листи тонкі, прозорі, широко- або довгасто-яйцевиді, 1.5–7 см завдовжки, загострені, на краю зубчасті, біля основи б. м. серцеподібні, на крилатих черешках 1.5–4.5 см завдовжки. Стебла висхідні, слабкі, доверху з листям, голі, вгорі б. м. розгалужені. Кореневища з бульбовими потовщеннями у верхівках. Чашолистки розлогі чи злегка повислі, білі або рожеві, іноді фіолетові на верхівці, рідкісно фіолетові, від довгастих до широко яйцевидих або трикутно-яйцеподібних, 0.8–2 × 0.6–1.3 мм, голі, вершина від округлої до тупої. Плід 1.6–2.7 × 0.5–1.2 мм, 1-насінний. 2n = 22. Листки супротивні, зменшуються до вершини. Плід — вузько-зворотно-яйцеподібна, волохата сім'янка.
Плід може причіплятися до хутра тварин. Рослина також поширюється кореневищами, таким способом рослини ростуть групами.

## Поширення
Європа: майже вся територія (крім Ісландії, Португалії, Греції, Мальти, у Червоній книзі Нідерландів має статус «дуже рідкісна»); Азія: Вірменія, Азербайджан, Грузія, Росія, Казахстан, Туреччина, Китай, пн.-сх. Афганістан, Бутан, Індія, Японія, Корея, Монголія, пн. М'янма, Непал, Таїланд, пн.-зх. В'єтнам. Населяє ліси, зарості, трав'янисті альпійські райони, прохолодні, зволожені та вологі місця, вкриті мохом скелі та колоди; від приблизно рівня моря до 5000 м.
В Україні зростає у вологих місцях в листяних і хвойних лісах — у лісових районах (крім Криму); все в пн. ч. Лісостепу, зрідка. Входить у переліки видів, які перебувають під загрозою зникнення на територіях Волинської, Київської, Сумської областей.

## Галерея

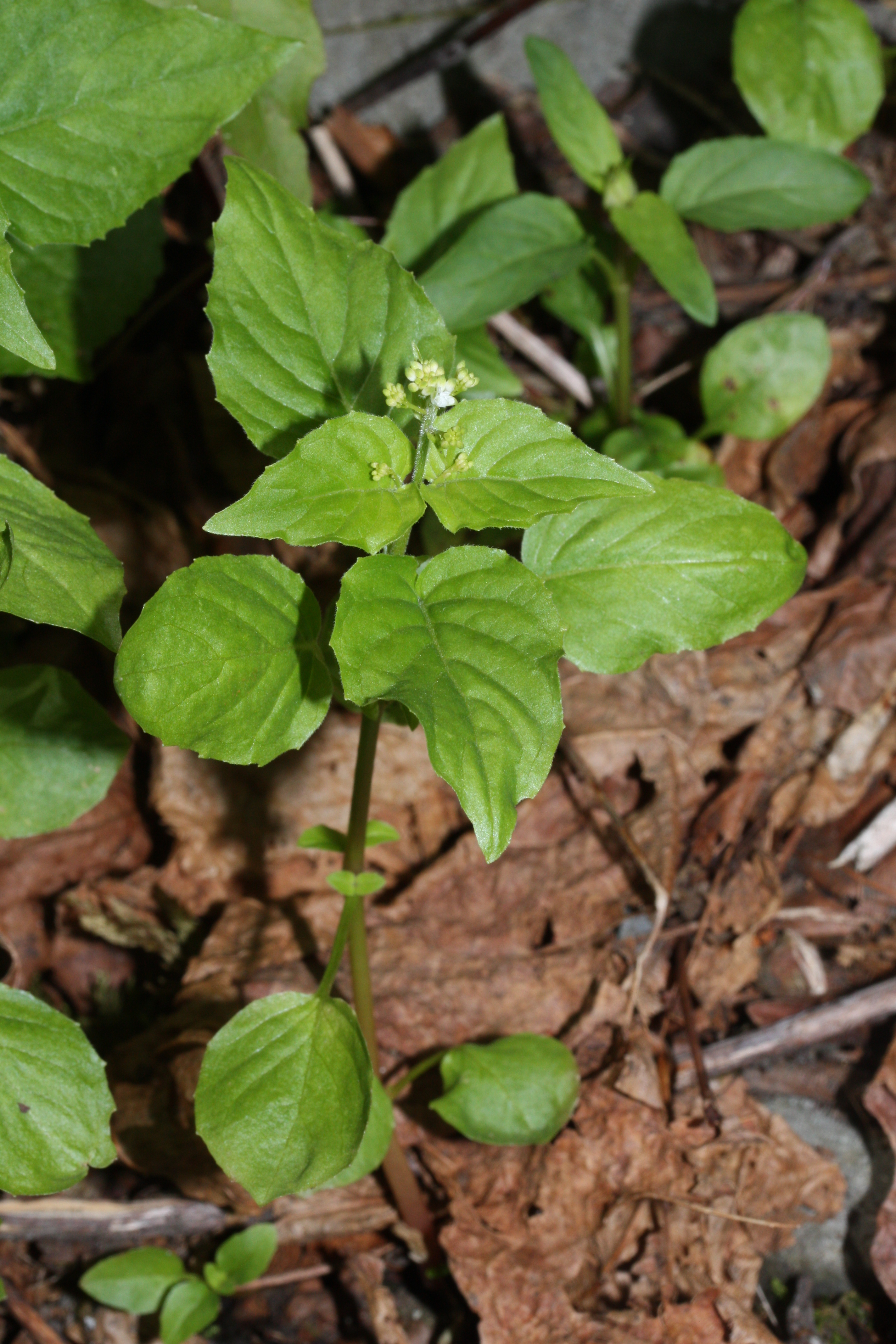
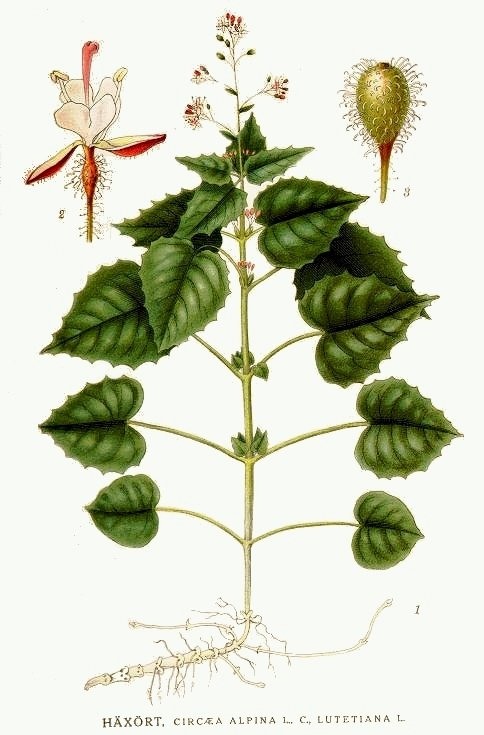